# میکل فرک کریستنسن
میکل فرک کریستنسن (دانمارکی: Michael Færk Christensen؛ زادهٔ ۱۴ فوریهٔ ۱۹۸۶) دوچرخه‌سوار اهل دانمارک است.
وی در مسابقات کشوری و بین‌المللی در مجموع برندهٔ ۱ مدال طلا، ۲ مدال نقره شده‌است.